# US Open 1969
Lo US Open 1969 è stata l'89ª edizione dello US Open e quarta prova stagionale dello Slam per il 1969. Si è disputato dal 28 agosto al 9 settembre al West Side Tennis Club nel quartiere di Forest Hills di New York negli Stati Uniti. 
Il singolare maschile è stato vinto dall'australiano Rod Laver, che si è imposto sul connazionale Tony Roche in quattro set col punteggio di 7–9, 6–1, 6–3, 6–2. Il singolare femminile è stato vinto dall'australiana Margaret Court, che ha battuto in finale la statunitense Nancy Richey. Nel doppio maschile si sono imposti Ken Rosewall e Fred Stolle. Nel doppio femminile hanno trionfato Françoise Dürr e Darlene Hard. Nel doppio misto la vittoria è andata a Margaret Court, in coppia con Marty Riessen.

## Campioni

### Singolare maschile
Rod Laver ha battuto in finale  Tony Roche con il punteggio di 7–9, 6–1, 6–3, 6–2.

### Singolare femminile
Margaret Court ha battuto in finale  Nancy Richey con il punteggio di 6–2, 6–2.

### Doppio maschile
Ken Rosewall /  Fred Stolle hanno battuto in finale  Charlie Pasarell /  Dennis Ralston con il punteggio di 2–6, 7–5, 13–11, 6–3.

### Doppio femminile
Françoise Dürr /  Darlene Hard hanno battuto in finale  Margaret Court /  Virginia Wade con il punteggio di 0–6, 6–4, 6–4.

### Doppio misto
Margaret Court /  Marty Riessen hanno battuto in finale  Françoise Dürr /  Dennis Ralston con il punteggio di 7–5, 6–3.